# Cirrhilabrus adornatus
Cirrhilabrus adornatus es una especie de peces de la familia Labridae en el orden de los Perciformes.

## Morfología
Los machos pueden llegar alcanzar los 6,3 cm de longitud total.

## Hábitat
Arrecifes tropicales; a una profundidad comprendida entre 10 y 30 m.

## Distribución geográfica
Este del océano Índico. Indonesia (islas de Sumatra y Mentawai)